# スーパークルーズ
スーパークルーズ（supercruise、超音速巡航）とは、航空機が超音速で長時間の飛行、すなわち巡航を行うことである。2010年代以降の新型戦闘機に要求されることも多くあり、F-22やラファールとユーロファイター タイフーンなどがこの能力を備えている。これらの機体は燃料を浪費するアフターバーナー（以下、Ａ/Ｂと記す）を使用せずとも超音速飛行が可能であり、結果として長時間にわたった超音速飛行が可能になっている。

## 歴史

### 黎明期
超音速機が登場した当初において、Ａ/Ｂを使うことなく超音速飛行を行えた機体は、ライトニングの原型機であるP.1やセンチュリーシリーズのF-107戦闘機などである。また、超音速爆撃機のB-58や、コンコルド・Tu-144のような（Ａ/Ｂを使用して）マッハ2で超音速巡航可能な旅客機が登場するが、当時はその高速性自体が話題になっていたために、スーパークルーズ能力について注目されることはあまりなく、さらにはSR-71のようなマッハ3で超音速巡航可能な偵察機も登場するが、本機はその最高速度によって名を知られており、同じく特筆される事は無かった。

### 停滞期
1970年代以降になると以下の理由で超音速戦闘機にターボファンエンジンが採用されるようになった。
- ターボファンエンジンはターボジェットエンジンに比べて燃費効率が良く、経済的である。
- ベトナム戦争・フォークランド紛争[1] の経験から、超音速で長時間飛ぶ事に意味は無い（必要な時のみ超音速飛行できればよい）と考えられた。

しかし、ターボファンエンジンはより低速向きな特性であり超音速飛行には向かず、音速を突破するには大量の燃料を短時間で消費するＡ/Ｂの使用が不可欠になり、結果として燃料を多く積むことができない小型の機体では超音速巡航に不向きになってしまった。
爆撃機においても、高空からの超音速での侵入という戦術が注目された時期があったが、レーダーや地対空ミサイルの発達によってその有効性を失い、その後は亜音速での低空侵攻によってレーダーをかわす戦術が一般的になり、速度性能は顧みられなくなった。
民間航空機でも、低燃費なターボファンエンジンを搭載した亜音速旅客機と比べると超音速旅客機は極度に狭い座席や運賃面によって大きな差が開き、また、超音速時のソニックブームが地上に与える影響が高高度飛行時でも大きいことによる騒音問題、高速度域に特化した機体形状による離着陸時の不安定さと長大な着陸距離などにより、超音速旅客機の本格的な導入はなされずに終わった。

### 再評価
前述の通り、戦闘機や攻撃機・爆撃機がレーダーや地対空ミサイルによって守られた敵の勢力下にある空域に侵入するには、亜音速での低空侵入という方法が一般的であった。しかしレーダーを避ける事ができても対空砲火による被害は小さくなかった。フォークランド紛争においても、亜音速機であり速度性能に劣るハリアーは、対空砲火により多大な損害を出している。
その後、フレアや電子妨害装置が一般化し、さらに1980年代にステルス性を備えた機体が現れ、その後のステルス技術開発の結果、充分に敵のレーダー探知域を小さくできるようになると、今度は対空砲火を避けて高空を高速で飛行する方が危険性が低いと考えられるようになり、戦闘攻撃機に超音速巡航性能を持たせる事が求められた。21世紀になって新たに登場したF-22戦闘機では、搭載するエンジン（プラット・アンド・ホイットニー F119）のバイパス比を下げることで高速向きの特性を持たせ、Ａ/Ｂを使わなくとも音速突破が可能となった。また推力偏向ノズルも備えることで超音速領域においても高い運動性を維持している。
ラファールとタイフーンはスーパークルーズ能力を備えるとされているが、F-22程のステルス性は備えず推力偏向ノズルも持たない。F-15も格闘戦闘基準重量時にはスーパークルーズが可能と言及される場合があるが、この能力が実戦に寄与した例は報告されていない。
また、2000年代以降、ソニックブームの低減策についても研究が進められている。

## その他
Ａ/Ｂを使わなくとも音速を突破できる事は、スーパークルーズ（超音速巡航）と同義ではない。スーパークルーズという単語には超音速で長時間安定して飛行する事という以上の意味はなく、Ａ/Ｂの不使用はターボジェットあるいはターボファン機が長時間飛行を達成するためのよくある条件の1つでしかない。Ａ/Ｂを使用する間は燃料消費が格段に増え、結果その分だけ飛行可能な時間や距離が短くなるためである。
例えばコンコルドは離陸と音速の突破にはアフターバーナーを要し、B-58やツポレフTu-144、SR-71は巡航時にもアフターバーナーを必要としている。前三者は大量の燃料を搭載することで、後者は超音速域でラムジェットに近い働きをするエンジンを採用することで、実効的なスーパークルーズを達成していた。特にB-58の場合は、採用しているエンジンはF-4など他の多くの戦闘機のものと同一であり、超音速巡航を実現したのは大量の燃料を搭載したことによるものである。
逆の例として、エンジンをF110-GE-400に換装したF-14は、アフターバーナー無しで音速を突破可能であるが、極めて短時間であり、長時間持続しての超音速飛行は不可能であるため、スーパークルーズとは見なされない。加えて、武装し増槽を装備した状態では達成不可能なため実用上の意味がない。

## スーパークルーズ可能な航空機

### 戦闘機
- F-22
- YF-23
- F-35
- MiG-25
- MiG-31
- MiG-35
- Su-57
- 1.44
- Su-35
- ユーロファイター タイフーン
- ラファール
- サーブ 39 グリペン（グリペンDemo、グリペンNG）
- J-20

### 爆撃機
- B-58 - 超音速域でアフターバーナーを使用する
- TSR-2
- ミラージュIV
- XB-70
- Tu-160

### 偵察機
- SR-71 - 吸入した空気の一部を圧縮機中段から排出することにより、高マッハ数飛行時の圧縮機後段の失速を抑止し効率を改善する機構を持つ

### 旅客機
- コンコルド - 超音速への加速時にアフターバーナーを使用
- Tu-144 - 超音速域でアフターバーナーを使用する